# Diocesi di San Fernando de Apure
La diocesi di San Fernando de Apure (in latino Dioecesis Sancti Ferdinandi Apurensis) è una sede della Chiesa cattolica in Venezuela suffraganea dell'arcidiocesi di Calabozo. Nel 2023 contava 292.700 battezzati su 365.988 abitanti. È retta dal vescovo Alfredo Enrique Torres Rondón.

## Territorio
La diocesi comprende i comuni di Achaguas, Biruaca, Pedro Camejo e San Fernando de Apure nello stato venezuelano di Apure.
Sede vescovile è la città di San Fernando de Apure, dove si trova la cattedrale di Nostra Signora del Carmelo.
Il territorio è suddiviso in 28 parrocchie.

## Storia
La prelatura territoriale di San Fernando de Apure fu eretta il 7 giugno 1954 con la bolla Providentissimo Redemptoris di papa Pio XII, ricavandone il territorio dalle diocesi di Calabozo (oggi arcidiocesi) e di San Cristóbal de Venezuela. Originariamente era suffraganea dell'arcidiocesi di Caracas.
L'8 settembre 1957, con la lettera apostolica Quod Venerabilis, lo stesso papa Pio XII proclamò la Beata Maria Vergine del Monte Carmelo patrona principale della prelatura territoriale.
Il 12 novembre 1974 la prelatura è stata elevata a diocesi in forza della bolla Sancti Ferdinandi Apurensis di papa Paolo VI.
Il 17 giugno 1995 è entrata a far parte della provincia ecclesiastica dell'arcidiocesi di Calabozo.
Il 3 dicembre 2015 ha ceduto una porzione di territorio a vantaggio dell'erezione della diocesi di Guasdualito.

## Cronotassi dei vescovi
Si omettono i periodi di sede vacante non superiori ai 2 anni o non storicamente accertati.
- Ángel Adolfo Polachini Rodríguez † (30 novembre 1966 - 25 marzo 1971 nominato vescovo di Guanare)
- Roberto Antonio Dávila Uzcátegui † (23 giugno 1972 - 27 maggio 1992 nominato vescovo ausiliare di Caracas[2])
  - Sede vacante (1992-1994)
- Mariano José Parra Sandoval (12 luglio 1994 - 10 luglio 2001 nominato vescovo di Ciudad Guayana)
- Víctor Manuel Pérez Rojas † (7 novembre 2001 - 15 luglio 2016 ritirato)
- Alfredo Enrique Torres Rondón, dal 15 luglio 2016

## Statistiche
La diocesi nel 2023 su una popolazione di 365.988 persone contava 292.700 battezzati, corrispondenti all'80,0% del totale.
| anno | popolazione | popolazione | popolazione | presbiteri | presbiteri | presbiteri | presbiteri                | diaconi | religiosi | religiosi | parrocchie |
| anno | battezzati  | totale      | %           | numero     | secolari   | regolari   | battezzati per presbitero | diaconi | uomini    | donne     | parrocchie |
| ---- | ----------- | ----------- | ----------- | ---------- | ---------- | ---------- | ------------------------- | ------- | --------- | --------- | ---------- |
| 1966 | 142.000     | ?           | ?           | 16         | 1          | 15         | 8.875                     |         | 15        | 30        | 15         |
| 1970 | 145.000     | 150.511     | 96,3        | 18         | 3          | 15         | 8.055                     |         | 20        | 29        | 16         |
| 1976 | 175.927     | 177.705     | 99,0        | 17         | 1          | 16         | 10.348                    |         | 20        | 24        | 17         |
| 1980 | 188.900     | 191.000     | 98,9        | 13         | 2          | 11         | 14.530                    |         | 16        | 29        | 17         |
| 1990 | 266.680     | 277.792     | 96,0        | 13         | 2          | 11         | 20.513                    |         | 16        | 29        | 17         |
| 1999 | 438.104     | 490.610     | 89,3        | 24         | 17         | 7          | 18.254                    |         | 13        | 47        | 24         |
| 2000 | 512.688     | 539.671     | 95,0        | 25         | 17         | 8          | 20.507                    |         | 13        | 50        | 27         |
| 2001 | 522.306     | 539.671     | 96,8        | 27         | 19         | 8          | 19.344                    |         | 13        | 50        | 27         |
| 2002 | 450.000     | 505.333     | 89,1        | 23         | 16         | 7          | 19.565                    |         | 11        | 44        | 25         |
| 2003 | 520.120     | 543.750     | 95,7        | 22         | 17         | 5          | 23.641                    |         | 8         | 47        | 29         |
| 2004 | 352.750     | 415.000     | 85,0        | 29         | 23         | 6          | 12.163                    |         | 9         | 47        | 30         |
| 2010 | 416.000     | 516.000     | 80,6        | 39         | 33         | 6          | 10.666                    |         | 6         | 50        | 37         |
| 2014 | 446.500     | 512.360     | 87,1        | 23         | 20         | 3          | 19.413                    | 2       | 3         | 24        | 31         |
| 2015 | 312.000     | 519.000     | 60,1        | 29         | 25         | 4          | 10.758                    | 2       | 4         | 15        | 21         |
| 2017 | 295.131     | 368.914     | 80,0        | 20         | 17         | 3          | 14.756                    | 1       | 3         | 25        | 25         |
| 2020 | 261.700     | 327.179     | 80,0        | 21         | 20         | 1          | 12.461                    | 9       | 1         | 16        | 26         |
| 2022 | 278.433     | 348.102     | 80,0        | 26         | 26         |            | 10.708                    | 8       |           | 12        | 28         |
| 2023 | 292.700     | 365.988     | 80,0        | 27         | 27         |            | 10.840                    | 8       |           | 10        | 28         |